# Snooki
Nicole Elizabeth (Snooki) Polizzi (Santiago, 23 november 1987) is een Amerikaanse televisiepersoonlijkheid en een van de castleden van Jersey Shore, een realitysoap van MTV. Door haar deelname aan dit programma werd ze bekend.
Polizzi is te gast geweest in onder andere The View, The Ellen DeGeneres Show, Jimmy Kimmel Live, Late Show with David Letterman en The Wendy Williams Show. Ze zou, met ingang van seizoen zes, 150.000 dollar per aflevering verdienen.

## Biografie
Polizzi werd geboren in Santiago. Ze werd geadopteerd toen ze zes maanden oud was en werd opgevoed door Italiaans-Amerikaanse ouders. Haar vader is een vrijwillig brandweerman en toezichthouder bij een autobergingsbedrijf. Haar moeder is een officemanager. Polizzi dankt haar bijnaam aan het personage "Snooki" uit Save the Last Dance, want ze was de eerste van haar middelbareschoolvrienden die een jongen kuste. Ze groeide op en studeerde in Marlboro, waar ze een cheerleader was. Tijdens de middelbare school leed zij aan een eetstoornis, waardoor ze op een gegeven moment een gewicht van 36 kilo had. Polizzi ging na afronding van de Marlboro High School naar community college, waar ze voor dierenarts-assistente studeerde.
In maart 2012 kondigde Polizzi haar verloving met Jionni LaValle aan. Ze heeft drie kinderen.